# Quintã
Quintã é uma povoação portuguesa do Município de Vila Real, que foi sede da extinta Freguesia de Quintã, freguesia que tinha 4,18 km² de área e 174 habitantes (2011). 
A Freguesia de Quintã foi extinta (agregada) pela reorganização administrativa de 2012/2013, tendo o seu território sido integrado na então criada União das Freguesias de Pena, Quintã e Vila Cova.
Ocupando o extremo leste da região do Vale da Campeã, a Freguesia de Quintã, até ao início do século XXI, englobava apenas o lugar da sede, Quintã. Entretanto, fruto do "êxodo urbano", surgiu nos limites do seu território a urbanização da Sardoeira (lugar partilhado com a freguesia vizinha de Torgueda).

## População
| População da freguesia de Quintã (1801–2011) | População da freguesia de Quintã (1801–2011) | População da freguesia de Quintã (1801–2011) | População da freguesia de Quintã (1801–2011) | População da freguesia de Quintã (1801–2011) | População da freguesia de Quintã (1801–2011) | População da freguesia de Quintã (1801–2011) | População da freguesia de Quintã (1801–2011) | População da freguesia de Quintã (1801–2011) | População da freguesia de Quintã (1801–2011) | População da freguesia de Quintã (1801–2011) | População da freguesia de Quintã (1801–2011) | População da freguesia de Quintã (1801–2011) | População da freguesia de Quintã (1801–2011) | População da freguesia de Quintã (1801–2011) | População da freguesia de Quintã (1801–2011) | População da freguesia de Quintã (1801–2011) |
| 1801 | 1849                                         | 1864                                         | 1878                                         | 1890                                         | 1900                                         | 1911                                         | 1920                                         | 1930                                         | 1940                                         | 1950                                         | 1960                                         | 1970                                         | 1981                                         | 1991                                         | 2001                                         | 2011                                         |
| --- | -------------------------------------------- | -------------------------------------------- | -------------------------------------------- | -------------------------------------------- | -------------------------------------------- | -------------------------------------------- | -------------------------------------------- | -------------------------------------------- | -------------------------------------------- | -------------------------------------------- | -------------------------------------------- | -------------------------------------------- | -------------------------------------------- | -------------------------------------------- | -------------------------------------------- | -------------------------------------------- |
| 131 | *                                            | 181                                          | 183                                          | 159                                          | 152                                          | 160                                          | 157                                          | 146                                          | 160                                          | 196                                          | 192                                          | 212                                          | 180                                          | 190                                          | 148                                          | 174                                          |
| * Nesta data o território de Quintã pertencia ao (agora extinto) concelho de Ermelo, constituindo com Vila Cova uma única freguesia (população: 500 habitantes). |                                              |                                              |                                              |                                              |                                              |                                              |                                              |                                              |                                              |                                              |                                              |                                              |                                              |                                              |                                              |                                              |

| Distribuição da População por Grupos Etários em 2001 e 2011 | Distribuição da População por Grupos Etários em 2001 e 2011 | Distribuição da População por Grupos Etários em 2001 e 2011 | Distribuição da População por Grupos Etários em 2001 e 2011 | Distribuição da População por Grupos Etários em 2001 e 2011 | Distribuição da População por Grupos Etários em 2001 e 2011 | Distribuição da População por Grupos Etários em 2001 e 2011 | Distribuição da População por Grupos Etários em 2001 e 2011 | Distribuição da População por Grupos Etários em 2001 e 2011 | Distribuição da População por Grupos Etários em 2001 e 2011 |
| ----------------------------------------------------------- | ----------------------------------------------------------- | ----------------------------------------------------------- | ----------------------------------------------------------- | ----------------------------------------------------------- | ----------------------------------------------------------- | ----------------------------------------------------------- | ----------------------------------------------------------- | ----------------------------------------------------------- | ----------------------------------------------------------- |
| Idade                                                       | 0-14                                                        | 15-24                                                       | 25-64                                                       | > 65                                                        |                                                             | 0-14                                                        | 15-24                                                       | 25-64                                                       | > 65                                                        |
| 2001                                                        | 27                                                          | 12                                                          | 80                                                          | 29                                                          |                                                             | 18,2%                                                       | 8,1%                                                        | 54,1%                                                       | 19,6%                                                       |
| 2011                                                        | 16                                                          | 25                                                          | 95                                                          | 38                                                          |                                                             | 9,2%                                                        | 14,4%                                                       | 54,6%                                                       | 21,8%                                                       |

## História
Quintã é uma povoação muito antiga, aparecendo referenciada em documentos do século XI, a par de «Campelana» (Campeã), «Mondrones» (Mondrões), «Todesindes» (Tuizendes, freguesia de Torgueda) e Constantim. Fez parte de um couto criado por D. Teresa, antes de 1128, em favor de São Miguel da Pena e São Salvador de Torgueda.
Ao longo da sua história, Quintã pertenceu às freguesias da Campeã, Torgueda e Pena. Segundo as Memórias de Vila Real, antes do século XVI Quintã foi atingida por peste, tendo os moradores da freguesia da Campeã (à qual Quintã pertencia) recusado sepultar os mortos nas suas igrejas. O apoio acabou por surgir das freguesias vizinhas de Torgueda e Pena, o que levou os moradores de Quintã a desanexarem-se da sua freguesia original, passando a fregueses das outras duas. Na Relação de Vila Real e seu Termo (1721), Quintã ainda surge como lugar meeiro de Torgueda e da Pena, sendo anexa de uma e outra freguesia em anos alternados. Poucos anos depois, Quintã desanexou-se das duas freguesias de que era meeira, passando a freguesia autónoma. Nos Censos de 1849, Quintã surge anexada a Vila Cova, constituindo com ela uma única freguesia ("Quintã e Vila Cova").
Tal como as restantes freguesias da região da Campeã (Campeã em sentido restrito e Vila Cova), Quintã passou a integrar o extinto concelho de Ermelo pela Reforma Administrativa de 1836 (Liberalismo), tendo retornado ao concelho (atual município) de Vila Real pelo decreto de 31 de Dezembro de 1853 que extinguiu aquele.
Na sequência da reorganização administrativa ditada pela Lei n.º 22/2012, o seu território e o de Vila Cova foram anexados ao da vizinha freguesia de Pena, passando o conjunto a designar-se oficialmente União das Freguesias de Pena, Quintã e Vila Cova. Assim, "Quintã" foi de facto extinta enquanto designação oficial de freguesia.

## Património
- Igreja Paroquial de Quintã.